# Turpial d'Altamira
El turpial d'Altamira (Icterus gularis) és un ocell de la família dels ictèrids (Icteridae).
Habita boscs oberts secs i vegetació baixa de les terres baixes del sud de Texas, sud-oest, sud i est de Mèxic, Guatemala, nord de Belize i Nicaragua